# Александър Петряев
Александър Михайлович Петряев (на руски: Александр Михайлович Петряев) е руски дипломат.

## Биография
Първоначално работи като драгоманин на руското посолство в Цариград и управляващ вицеконсулството в Призрен. Назначен е за помощник на Николай Демерик в Македония във връзка с приложението на Мюрцщегската реформена програма. От 1910 до 1912 година Петряев е консул в Битоля.

Българският дипломат Атанас Шопов пише в доклада си за него:
| „ | Помощникътъ на Демерикъ, А. Петряевъ, бившъ драгоманъ въ цариградското посолство и управляващъ вицеконсулството въ Призренъ, говори турски и сръбски, разбира български и минава за способенъ руски чиновникъ. | “ |